# Caulibugula pearsei
Caulibugula pearsei är en mossdjursart som beskrevs av Maturo 1966. Caulibugula pearsei ingår i släktet Caulibugula och familjen Bugulidae.
Artens utbredningsområde är Mexikanska golfen. Inga underarter finns listade i Catalogue of Life.